# Список астероїдів (19901—20000)
| Назва                              | Тимчасове позначення | Дата відкриття    | Місце відкриття                  | Відкривач                                              |
| ---------------------------------- | -------------------- | ----------------- | -------------------------------- | ------------------------------------------------------ |
| (19901) 2191 T-3                   | 2191 T-3             | 16 жовтня 1977    | Паломарська обсерваторія         | К. Й. ван Гаутен, І. ван Гаутен-Ґроневельд, Т. Герельс |
| (19902) 3420 T-3                   | 3420 T-3             | 16 жовтня 1977    | Паломарська обсерваторія         | К. Й. ван Гаутен, І. ван Гаутен-Ґроневельд, Т. Герельс |
| (19903) 3464 T-3                   | 3464 T-3             | 16 жовтня 1977    | Паломарська обсерваторія         | К. Й. ван Гаутен, І. ван Гаутен-Ґроневельд, Т. Герельс |
| (19904) 3487 T-3                   | 3487 T-3             | 16 жовтня 1977    | Паломарська обсерваторія         | К. Й. ван Гаутен, І. ван Гаутен-Ґроневельд, Т. Герельс |
| (19905) 4086 T-3                   | 4086 T-3             | 16 жовтня 1977    | Паломарська обсерваторія         | К. Й. ван Гаутен, І. ван Гаутен-Ґроневельд, Т. Герельс |
| (19906) 4138 T-3                   | 4138 T-3             | 16 жовтня 1977    | Паломарська обсерваторія         | К. Й. ван Гаутен, І. ван Гаутен-Ґроневельд, Т. Герельс |
| (19907) 4220 T-3                   | 4220 T-3             | 16 жовтня 1977    | Паломарська обсерваторія         | К. Й. ван Гаутен, І. ван Гаутен-Ґроневельд, Т. Герельс |
| (19908) 4324 T-3                   | 4324 T-3             | 16 жовтня 1977    | Паломарська обсерваторія         | К. Й. ван Гаутен, І. ван Гаутен-Ґроневельд, Т. Герельс |
| (19909) 4326 T-3                   | 4326 T-3             | 16 жовтня 1977    | Паломарська обсерваторія         | К. Й. ван Гаутен, І. ван Гаутен-Ґроневельд, Т. Герельс |
| (19910) 5078 T-3                   | 5078 T-3             | 16 жовтня 1977    | Паломарська обсерваторія         | К. Й. ван Гаутен, І. ван Гаутен-Ґроневельд, Т. Герельс |
| (19911) 1933 FK                    | 1933 FK              | 26 березня 1933   | Королівська обсерваторія Бельгії | Фернан Ріґо                                            |
| 19912 Аврапенента (Aurapenenta)    | 1955 RE1             | 14 вересня 1955   | Обсерваторія Ґете Лінка          | Університет Індіани                                    |
| 19913 Aigyptios                    | 1973 SU1             | 19 вересня 1973   | Паломарська обсерваторія         | К. Й. ван Гаутен, І. ван Гаутен-Ґроневельд, Т. Герельс |
| 19914 Клаґенфурт (Klagenfurt)      | 1973 UK5             | 27 жовтня 1973    | Обсерваторія Карла Шварцшильда   | Ф. Бернґен                                             |
| 19915 Бочкарьов (Bochkarev)        | 1974 RX1             | 14 вересня 1974   | КрАО                             | Черних Микола Степанович                               |
| 19916 Донбас (Donbass)             | 1976 QH1             | 26 серпня 1976    | КрАО                             | Черних Микола Степанович                               |
| (19917) 1977 EE8                   | 1977 EE8             | 12 березня 1977   | Обсерваторія Кісо                | Хірокі Косаї, Кіїтіро Фурукава                         |
| (19918) 1977 PB                    | 1977 PB              | 6 серпня 1977     | Обсерваторія Маунт-Стромло       | Клаес-Інґвар Лаґерквіст                                |
| 19919 Pogorelov                    | 1977 TQ6             | 8 жовтня 1977     | КрАО                             | Людмила Черних                                         |
| (19920) 1978 NF                    | 1978 NF              | 10 липня 1978     | Паломарська обсерваторія         | Е. Гелін, Юджин Шумейкер                               |
| (19921) 1978 VV3                   | 1978 VV3             | 7 листопада 1978  | Паломарська обсерваторія         | Е. Гелін, Ш. Дж. Бас                                   |
| (19922) 1978 VV4                   | 1978 VV4             | 7 листопада 1978  | Паломарська обсерваторія         | Е. Гелін, Ш. Дж. Бас                                   |
| (19923) 1978 VA8                   | 1978 VA8             | 6 листопада 1978  | Паломарська обсерваторія         | Е. Гелін, Ш. Дж. Бас                                   |
| (19924) 1979 MQ6                   | 1979 MQ6             | 25 червня 1979    | Обсерваторія Сайдинг-Спрінг      | Е. Гелін, Ш. Дж. Бас                                   |
| (19925) 1979 QD3                   | 1979 QD3             | 22 серпня 1979    | Обсерваторія Ла-Сілья            | Клаес-Інґвар Лаґерквіст                                |
| (19926) 1979 YQ                    | 1979 YQ              | 17 грудня 1979    | Обсерваторія Ла-Сілья            | Анрі Дебеонь, Едґар Нетто                              |
| (19927) 1980 FM4                   | 1980 FM4             | 16 березня 1980   | Обсерваторія Ла-Сілья            | Клаес-Інґвар Лаґерквіст                                |
| (19928) 1981 DB3                   | 1981 DB3             | 28 лютого 1981    | Обсерваторія Сайдинг-Спрінг      | Ш. Дж. Бас                                             |
| (19929) 1981 DL3                   | 1981 DL3             | 28 лютого 1981    | Обсерваторія Сайдинг-Спрінг      | Ш. Дж. Бас                                             |
| (19930) 1981 EV2                   | 1981 EV2             | 2 березня 1981    | Обсерваторія Сайдинг-Спрінг      | Ш. Дж. Бас                                             |
| (19931) 1981 EF3                   | 1981 EF3             | 2 березня 1981    | Обсерваторія Сайдинг-Спрінг      | Ш. Дж. Бас                                             |
| (19932) 1981 EU4                   | 1981 EU4             | 2 березня 1981    | Обсерваторія Сайдинг-Спрінг      | Ш. Дж. Бас                                             |
| (19933) 1981 EW5                   | 1981 EW5             | 7 березня 1981    | Обсерваторія Сайдинг-Спрінг      | Ш. Дж. Бас                                             |
| (19934) 1981 EG11                  | 1981 EG11            | 1 березня 1981    | Обсерваторія Сайдинг-Спрінг      | Ш. Дж. Бас                                             |
| (19935) 1981 EG12                  | 1981 EG12            | 1 березня 1981    | Обсерваторія Сайдинг-Спрінг      | Ш. Дж. Бас                                             |
| (19936) 1981 EZ12                  | 1981 EZ12            | 1 березня 1981    | Обсерваторія Сайдинг-Спрінг      | Ш. Дж. Бас                                             |
| (19937) 1981 EF15                  | 1981 EF15            | 1 березня 1981    | Обсерваторія Сайдинг-Спрінг      | Ш. Дж. Бас                                             |
| (19938) 1981 EN15                  | 1981 EN15            | 1 березня 1981    | Обсерваторія Сайдинг-Спрінг      | Ш. Дж. Бас                                             |
| (19939) 1981 EG16                  | 1981 EG16            | 1 березня 1981    | Обсерваторія Сайдинг-Спрінг      | Ш. Дж. Бас                                             |
| (19940) 1981 EK20                  | 1981 EK20            | 2 березня 1981    | Обсерваторія Сайдинг-Спрінг      | Ш. Дж. Бас                                             |
| (19941) 1981 ES24                  | 1981 ES24            | 2 березня 1981    | Обсерваторія Сайдинг-Спрінг      | Ш. Дж. Бас                                             |
| (19942) 1981 EV24                  | 1981 EV24            | 2 березня 1981    | Обсерваторія Сайдинг-Спрінг      | Ш. Дж. Бас                                             |
| (19943) 1981 EB31                  | 1981 EB31            | 2 березня 1981    | Обсерваторія Сайдинг-Спрінг      | Ш. Дж. Бас                                             |
| (19944) 1981 EF31                  | 1981 EF31            | 2 березня 1981    | Обсерваторія Сайдинг-Спрінг      | Ш. Дж. Бас                                             |
| (19945) 1981 ET31                  | 1981 ET31            | 2 березня 1981    | Обсерваторія Сайдинг-Спрінг      | Ш. Дж. Бас                                             |
| (19946) 1981 EB35                  | 1981 EB35            | 2 березня 1981    | Обсерваторія Сайдинг-Спрінг      | Ш. Дж. Бас                                             |
| (19947) 1981 EE39                  | 1981 EE39            | 2 березня 1981    | Обсерваторія Сайдинг-Спрінг      | Ш. Дж. Бас                                             |
| (19948) 1981 EP40                  | 1981 EP40            | 2 березня 1981    | Обсерваторія Сайдинг-Спрінг      | Ш. Дж. Бас                                             |
| (19949) 1981 EM46                  | 1981 EM46            | 2 березня 1981    | Обсерваторія Сайдинг-Спрінг      | Ш. Дж. Бас                                             |
| (19950) 1981 EP47                  | 1981 EP47            | 2 березня 1981    | Обсерваторія Сайдинг-Спрінг      | Ш. Дж. Бас                                             |
| (19951) 1982 UW2                   | 1982 UW2             | 20 жовтня 1982    | Обсерваторія Кітт-Пік            | Ґреґорі Алдерін                                        |
| 19952 Ashkinazi                    | 1982 UV6             | 20 жовтня 1982    | КрАО                             | Карачкіна Людмила Георгіївна                           |
| (19953) 1982 VU2                   | 1982 VU2             | 14 листопада 1982 | Обсерваторія Кісо                | Хірокі Косаї, Кіїтіро Фурукава                         |
| (19954) 1982 VY3                   | 1982 VY3             | 14 листопада 1982 | Обсерваторія Кісо                | Хірокі Косаї, Кіїтіро Фурукава                         |
| 19955 Голли (Holly)                | 1984 WZ1             | 28 листопада 1984 | Обсерваторія Піскештето          | Мілан Антал                                            |
| (19956) 1985 QW1                   | 1985 QW1             | 17 серпня 1985    | Паломарська обсерваторія         | Е. Гелін                                               |
| (19957) 1985 QG4                   | 1985 QG4             | 24 серпня 1985    | Смолян                           | Болгарська Національна обсерваторія                    |
| (19958) 1985 RN4                   | 1985 RN4             | 11 вересня 1985   | Обсерваторія Ла-Сілья            | Анрі Дебеонь                                           |
| (19959) 1985 UJ3                   | 1985 UJ3             | 17 жовтня 1985    | Обсерваторія Квістаберг          | Клаес-Інґвар Лаґерквіст                                |
| (19960) 1986 CN1                   | 1986 CN1             | 3 лютого 1986     | Обсерваторія Ла-Сілья            | Анрі Дебеонь                                           |
| (19961) 1986 QP3                   | 1986 QP3             | 29 серпня 1986    | Обсерваторія Ла-Сілья            | Анрі Дебеонь                                           |
| 19962 Martynenko                   | 1986 RV5             | 7 вересня 1986    | КрАО                             | Людмила Черних                                         |
| (19963) 1986 TR                    | 1986 TR              | 4 жовтня 1986     | Обсерваторія Брорфельде          | Поуль Єнсен                                            |
| (19964) 1987 BX1                   | 1987 BX1             | 25 січня 1987     | Обсерваторія Ла-Сілья            | Ерік Вальтер Ельст                                     |
| (19965) 1987 RO1                   | 1987 RO1             | 14 вересня 1987   | Обсерваторія Ла-Сілья            | Анрі Дебеонь                                           |
| (19966) 1987 SL3                   | 1987 SL3             | 25 вересня 1987   | Обсерваторія Брорфельде          | Поуль Єнсен                                            |
| (19967) 1987 SN12                  | 1987 SN12            | 16 вересня 1987   | Обсерваторія Ла-Сілья            | Анрі Дебеонь                                           |
| (19968) 1988 FE3                   | 1988 FE3             | 19 березня 1988   | Обсерваторія Ла-Сілья            | В. Феррері                                             |
| 19969 Девідфрідман (Davidfreedman) | 1988 PR              | 11 серпня 1988    | Обсерваторія Сайдинг-Спрінг      | Ендрю Ноймер                                           |
| 19970 Йоханпітер (Johannpeter)     | 1988 RJ3             | 8 вересня 1988    | Обсерваторія Карла Шварцшильда   | Ф. Бернґен                                             |
| (19971) 1988 RZ5                   | 1988 RZ5             | 3 вересня 1988    | Обсерваторія Ла-Сілья            | Анрі Дебеонь                                           |
| (19972) 1988 RD6                   | 1988 RD6             | 5 вересня 1988    | Обсерваторія Ла-Сілья            | Анрі Дебеонь                                           |
| (19973) 1988 RZ10                  | 1988 RZ10            | 14 вересня 1988   | Обсерваторія Серро Тололо        | Ш. Дж. Бас                                             |
| (19974) 1989 GR1                   | 1989 GR1             | 3 квітня 1989     | Обсерваторія Ла-Сілья            | Ерік Вальтер Ельст                                     |
| (19975) 1989 GX2                   | 1989 GX2             | 3 квітня 1989     | Обсерваторія Ла-Сілья            | Ерік Вальтер Ельст                                     |
| (19976) 1989 TD                    | 1989 TD              | 4 жовтня 1989     | Кйонська обсерваторія            | Дж. Баур                                               |
| (19977) 1989 TQ                    | 1989 TQ              | 7 жовтня 1989     | Обсерваторія Кані                | Йосікане Мідзуно, Тошімата Фурута                      |
| (19978) 1989 TN6                   | 1989 TN6             | 7 жовтня 1989     | Обсерваторія Ла-Сілья            | Ерік Вальтер Ельст                                     |
| (19979) 1989 VJ                    | 1989 VJ              | 2 листопада 1989  | Обсерваторія Йорії               | Масару Араї, Хіроші Морі                               |
| 19980 Баррісаймон (Barrysimon)     | 1989 WF2             | 22 листопада 1989 | Паломарська обсерваторія         | Керолін Шумейкер, Девід Леві                           |
| 19981 Білосток (Bialystock)        | 1989 YB6             | 29 грудня 1989    | Обсерваторія Верхнього Провансу  | Ерік Вальтер Ельст                                     |
| 19982 Барбарадурі (Barbaradoore)   | 1990 BJ              | 22 січня 1990     | Паломарська обсерваторія         | Е. Гелін                                               |
| (19983) 1990 DW                    | 1990 DW              | 18 лютого 1990    | Обсерваторія Кушіро              | Масанорі Мацумаяма, Кадзуро Ватанабе                   |
| (19984) 1990 EP2                   | 1990 EP2             | 2 березня 1990    | Обсерваторія Ла-Сілья            | Ерік Вальтер Ельст                                     |
| (19985) 1990 GD                    | 1990 GD              | 15 квітня 1990    | Обсерваторія Ла-Сілья            | Ерік Вальтер Ельст                                     |
| (19986) 1990 KD                    | 1990 KD              | 20 травня 1990    | Обсерваторія Сайдинг-Спрінг      | Роберт Макнот                                          |
| (19987) 1990 QJ3                   | 1990 QJ3             | 28 серпня 1990    | Паломарська обсерваторія         | Генрі Гольт                                            |
| (19988) 1990 QW3                   | 1990 QW3             | 22 серпня 1990    | Паломарська обсерваторія         | Генрі Гольт                                            |
| (19989) 1990 RN8                   | 1990 RN8             | 15 вересня 1990   | Обсерваторія Ла-Сілья            | Анрі Дебеонь                                           |
| (19990) 1990 SE8                   | 1990 SE8             | 22 вересня 1990   | Обсерваторія Ла-Сілья            | Ерік Вальтер Ельст                                     |
| (19991) 1990 SW8                   | 1990 SW8             | 22 вересня 1990   | Обсерваторія Ла-Сілья            | Ерік Вальтер Ельст                                     |
| 19992 Шенбайн (Schonbein)          | 1990 TS9             | 10 жовтня 1990    | Обсерваторія Карла Шварцшильда   | Ф. Бернґен, Лутц Шмадель                               |
| 19993 Ґюнтерзебер (Gunterseeber)   | 1990 TK10            | 10 жовтня 1990    | Обсерваторія Карла Шварцшильда   | Лутц Шмадель, Ф. Бернґен                               |
| 19994 Тресіні (Tresini)            | 1990 TJ15            | 13 жовтня 1990    | КрАО                             | Карачкіна Людмила Георгіївна, Ґ. Кастель               |
| (19995) 1990 VU8                   | 1990 VU8             | 12 листопада 1990 | Обсерваторія Ла-Сілья            | Ерік Вальтер Ельст                                     |
| (19996) 1990 WZ                    | 1990 WZ              | 18 листопада 1990 | Обсерваторія Ла-Сілья            | Ерік Вальтер Ельст                                     |
| (19997) 1990 WM1                   | 1990 WM1             | 18 листопада 1990 | Обсерваторія Ла-Сілья            | Ерік Вальтер Ельст                                     |
| 19998 Binoche                      | 1990 WP1             | 18 листопада 1990 | Обсерваторія Ла-Сілья            | Ерік Вальтер Ельст                                     |
| 19999 Depardieu                    | 1991 BJ1             | 18 січня 1991     | Обсерваторія Верхнього Провансу  | Ерік Вальтер Ельст                                     |
| 20000 Varuna                       | 2000 WR106           | 28 листопада 2000 | Обсерваторія Кітт-Пік            | Spacewatch                                             |

| ← Астероїди 10001—20000 → |             |             |             |             |             |             |             |             |             |
| 10001—10100               | 11001—11100 | 12001—12100 | 13001—13100 | 14001—14100 | 15001—15100 | 16001—16100 | 17001—17100 | 18001—18100 | 19001—19100 |
| 10101—10200               | 11101—11200 | 12101—12200 | 13101—13200 | 14101—14200 | 15101—15200 | 16101—16200 | 17101—17200 | 18101—18200 | 19101—19200 |
| 10201—10300               | 11201—11300 | 12201—12300 | 13201—13300 | 14201—14300 | 15201—15300 | 16201—16300 | 17201—17300 | 18201—18300 | 19201—19300 |
| 10301—10400               | 11301—11400 | 12301—12400 | 13301—13400 | 14301—14400 | 15301—15400 | 16301—16400 | 17301—17400 | 18301—18400 | 19301—19400 |
| 10401—10500               | 11401—11500 | 12401—12500 | 13401—13500 | 14401—14500 | 15401—15500 | 16401—16500 | 17401—17500 | 18401—18500 | 19401—19500 |
| 10501—10600               | 11501—11600 | 12501—12600 | 13501—13600 | 14501—14600 | 15501—15600 | 16501—16600 | 17501—17600 | 18501—18600 | 19501—19600 |
| 10601—10700               | 11601—11700 | 12601—12700 | 13601—13700 | 14601—14700 | 15601—15700 | 16601—16700 | 17601—17700 | 18601—18700 | 19601—19700 |
| 10701—10800               | 11701—11800 | 12701—12800 | 13701—13800 | 14701—14800 | 15701—15800 | 16701—16800 | 17701—17800 | 18701—18800 | 19701—19800 |
| 10801—10900               | 11801—11900 | 12801—12900 | 13801—13900 | 14801—14900 | 15801—15900 | 16801—16900 | 17801—17900 | 18801—18900 | 19801—19900 |
| 10901—11000               | 11901—12000 | 12901—13000 | 13901—14000 | 14901—15000 | 15901—16000 | 16901—17000 | 17901—18000 | 18901—19000 | 19901—20000 |